# David Kirby
David Kirby (6 de dezembro de 1957 - 5 de maio de 1990) foi um ativista dos direitos LGBT e pelo VIH, tendo ele próprio falecido devido a complicações da síndrome da imunodeficiência adquirida (AIDS).

## A fotografia antes da morte

A fotografia de Therese Frare de David Kirby no leito da morte

Em novembro de 1990, a hoje extinta revista norte-americana Life publicou uma foto de um jovem, David Kirby, de 32 anos, cercado por membros de sua família angustiada ante o seu último suspiro. Seu frágil corpo mostrava pela primeira vez ao público as devastadoras sequelas da AIDS. Seu olhar congelado estava fixo em algo ou alguém muito distante deste mundo. A imagem assustadora do falecimento de Kirby, registrada por uma estudante que fazia pós-graduação de jornalismo, Therese Frare, tornou-se a imagem símbolo da epidemia do Síndrome da imunodeficiência adquirida, que já havia infectado silenciosamente 12 milhões de pessoas.
Essa fotografia icónica foi também responsável por uma polémica internacional, quando foi utilizada, em 1992, no anúncio da United Colors of Benetton.